# Star GS Hellas
Star GS Hellas (en griego: Σταρ ΓΣ Ελλάς, romanizado: Star GS Ellás) es un concurso de belleza nacional en Grecia. Se encarga de seleccionar a las representantes del país para los concursos Miss Universo, Miss Tierra, Miss Supranacional, Miss Intercontinental. También selecciona al representante del país para el concurso masculino Mister Supranacional.

## Ganadoras
Ganadora de un título internacional
     Miss Universo Grecia
     Miss Tierra Grecia
     Miss Supranacional Grecia
     Miss Intercontinental Grecia
     Mister Supranacional Grecia
| Año  | Star GS Hellas                   | Miss GS Hellas       | B Star GS Hellas      | B Miss GS Hellas   | Mr GS Hellas              |
| ---- | -------------------------------- | -------------------- | --------------------- | ------------------ | ------------------------- |
| 2011 | Penelope Stamatakou              | Afroditi Vlanti      | x                     | Marianna Nikolaou  | Otorgado a partir de 2014 |
| 2012 | Elli Pournara                    | Vanesa Pitsiou       | Katerina Floutkova    | x                  | Otorgado a partir de 2014 |
| 2013 | Konstantina Kioussi              | Elena Pappa          | Elena Kostopoulou     | Maria Ilina        | Otorgado a partir de 2014 |
| 2014 | Athanasia Kofinioti              | Jenny Latou          | Fay Zigouri           | Maria Nestora      | ?                         |
| 2015 | Konstantina Koromila             | Fotini Barnasa       | Brenda Iacounina      | Maria Petsi        | Spyros Papakonstantinou   |
| 2016 | Nansy Pitta                      | Stella Mizeraki      | Katerina Skamptzova   | Katerina Papasika  | Sotiris Masouris          |
| 2017 | Christina Moumouri               | Marina Dimitropoulou | Irene Ligkori         | Nelly Railan       | Giorgos Tsotras           |
| 2018 | Theodora Mosxouri                | Konstantina Xaxlaki  | Christina Eleftheriou | Konstantina Dima   | Vasilis Simos             |
| 2019 | Niki Alexandridou No compitió    | Elpida Pazarakou     | Ingrid Collani        | Olga Malandraki    | Andreas Botaitis          |
| 2020 | Katerina Psychou                 | Labrini Tzanidaki    | Angeliki Balogianni   | Katerina Vetta     | Spyros Nikolaidis         |
| 2021 | Katerina Kouvoutsaki No compitió | Sofia Arapogianni    | Georgia Nastou        | Georgia Ampartzaki | Leonidas Amfilochios      |
| 2022 | Korina Emmanouilido              | Christianna Katsieri | Maria Minoudi         | Maria-Ionna Spora  | Mihalis Kolikas           |
| 2023 | Marielia Zaloumi                 | Aphrodite Xynogalou  | Melina Dromboni       | x                  | Giannis Dolianitis        |

## Representación internacional

### Miss Universo Grecia (2021-presente)
: Declarada como ganadora
     : Terminó como finalista
     : Terminó como una de las semifinalistas o cuartofinalistas
     : Terminó como ganadora de premios especiales
En 2021, Star GS Hellas adquirió la licencia de Miss Universo. La ganadora de Star GS Hellas representa a Grecia en el concurso.
| Año  | Periferia            | Miss Universo Grecia | Nombre en griego     | Posición en Miss Universo | Premios especiales | Notas |
| ---- | -------------------- | -------------------- | -------------------- | ------------------------- | ------------------ | --- |
| 2024 | Ática                | Christianna Katsieri | Χριστιάννα Κατσιέρη  | No clasificó              |                    | Anteriormente Miss Tierra Grecia 2023                                                                                             |
| 2023 | Ática                | Marielia Zaloumi     | Μαριηλία Ζαλούμη     | No clasificó              |                    | |
| 2022 | Macedonia Occidental | Korina Emmanouilidou | Κορίνα Εμμανουηλίδου | No clasificó              |                    | |
| 2021 | Islas Jónicas        | Sofia Arapogianni    | Σοφία Αραπογιάννη    | No clasificó              |                    | Miss GS Hellas 2021: designada como Miss Universo Grecia después de que la candidata original no pudiera ir a Miss Universo 2021. |
| 2021 | Ática                | Katerina Kouvoutsaki | Κατερίνα Κουβουτσάκη | No compitió               | No compitió        | Se retiró: debido a problemas de salud, Katerina decidió cancelar su participación en Miss Universo.                              |

### Star Hellas (1952-2018)
: Declarada como ganadora
     : Terminó como finalista
     : Terminó como una de las semifinalistas o cuartofinalistas
     : Terminó como ganadora de premios especiales
| Año                           | Periferia         | Star Hellas            | Nombre en griego       | Posición en Miss Universo | Premios especiales | Notas |
| ----------------------------- | ----------------- | ---------------------- | ---------------------- | ------------------------- | ------------------ | --- |
| 2020                          | Ática             | Rafaela Plastira       | Ραφαέλα Πλαστήρα       | No compitió               | No compitió        | Se retiró: Rafaela se retiró de Miss Universo debido a que Star Hellas perdió la licencia de Miss Universo. |
| 2019                          | Ática             | Rafaela Plastira       | Ραφαέλα Πλαστήρα       | No compitió               | No compitió        | Se retiró: Rafaela se retiró de Miss Universo debido a que Star Hellas perdió la licencia de Miss Universo. |
| 2018                          | Macedonia Central | Ioanna Bella           | Ιωάννα Μπέλλα          | No clasificó              |                    | |
| No compitió entre 2016 y 2017 |                   |                        |                        |                           |                    | |
| 2015                          | Ática             | Mikaela Fotiadis       | Μικαέλα Φωτιάδη        | No clasificó              |                    | |
| 2014                          | Tesalia           | Ismini Dafopoulou      | Ισμήνη Νταφοπούλου     | No clasificó              |                    | |
| 2013                          | Ática             | Anastasia Sidiropoulou | Αναστασία Σιδηροπούλου | No clasificó              |                    | |
| 2012                          | Macedonia Central | Vasiliki Tsirogianni   | Βασιλική Τσιρογιάννη   | No clasificó              |                    | |
| 2011                          | Ática             | Iliana Papageorgiou    | Ηλιάνα Παπαγεωργίου    | No clasificó              |                    | |
| 2010                          | Macedonia Central | Anna Prelevic          | Άννα Πρέλεβιτς         | No clasificó              |                    | |
| 2009                          | Ática             | Viviana Kampanile      | Βιβιάνα Καμπανίλε      | No clasificó              |                    | |
| 2008                          | Ática             | Dionysia Koukiou       | Διονυσία Κουκίου       | No clasificó              |                    | |
| 2007                          | Ática             | Doukissa Nomikou       | Δούκισσα Νομικού       | No clasificó              |                    | |
| 2006                          | Macedonia Central | Olympia Chopsonidou    | Ολυμπία Χοψονίδου      | No clasificó              |                    | |
| 2005                          | Islas Jónicas     | Evagelia Aravani       | Ευαγγελία Αραβανή      | Top 15                    |                    | |
| 2004                          | Ática             | Valia Kakouti          | Βάλια Κακούτη          | No clasificó              |                    | |
| 2003                          | Macedonia Central | Marietta Chrousala     | Μαριέττα Χρουσαλά      | Top 15                    |                    | |
| 2002                          | Ática             | Lena Paparigopoulou    | Λένα Παπαρηγοπούλου    | No clasificó              |                    | |
| 2001                          | Ática             | Evelina Papantoniou    | Εβελίνα Παπαντωνίου    | Primera finalista         |                    | |
| 2000                          | Ática             | Heleni Skafida         | Ελένη Σκαφιδά          | No clasificó              |                    | |
| 1999                          | Ática             | Sofia Rapti            | Σοφία Ράπτη            | No clasificó              |                    | |
| 1998                          | Ática             | Dimitra Eginiti        | Δήμητρα Αιγινήτη       | No clasificó              |                    | |
| 1997                          | Ática             | Elina Zisi             | Ελίνα Ζήση             | No clasificó              |                    | |
| 1996                          | Ática             | Nina Georgala          | Νίνα Γεωργαλά          | No clasificó              |                    | |
| 1995                          | Ática             | Eleni Papaioannou      | Ελένη Παπαϊωάννου      | No clasificó              |                    | |
| 1994                          | Ática             | Rea Toutounzi          | Ρέα Τουτουνζή          | Top 10                    |                    | |
| 1993                          | Ática             | Christina Manousi      | Χριστίνα Μανούση       | No clasificó              |                    | |
| 1992                          | Macedonia Central | Marina Tsintikidou     | Μαρίνα Τσιντικίδου     | No clasificó              |                    | |
| 1991                          | Ática             | Marina Poupou          | Μαρίνα Πούπου          | No clasificó              |                    | |
| 1990                          | Ática             | Tzeni Balatsinou       | Τζένη Μπαλατσινού      | No clasificó              |                    | |
| 1989                          | Ática             | Christiana Latani      | Χριστιάνα Λατάνη       | No clasificó              |                    | |
| 1988                          | Ática             | Tereza Liakou          | Τερέζα Λιάκου          | No compitió               | No compitió        | No compitió                                                                                                 |
| 1987                          | Ática             | Xenia Pantazi          | Ξένια Πανταζή          | No clasificó              |                    | |
| 1986                          | Ática             | Vasileia Mantaki       | Βασιλεία Μαντάκη       | No clasificó              |                    | |
| 1985                          | Ática             | Sabina Damianidou      | Σαμπίνα Δαμιανίδου     | No clasificó              |                    | |
| 1984                          | Ática             | Peggy Dogani           | Πέγκυ Δογάνη           | No clasificó              |                    | |
| 1983                          | Ática             | Plousia Farfaraki      | Πλουσία Φαρφαράκη      | No clasificó              |                    | |
| 1982                          | Ática             | Tina Roussou           | Τίνα Ρούσσου           | Tercera finalista         |                    | |
| 1981                          | Ática             | Maria Nikoúli          | Μαρία Νικούλη          | No clasificó              |                    | |
| 1980                          | Ática             | Roula Kanellopoulou    | Ρούλα Κανελλοπούλου    | No clasificó              |                    | |
| 1979                          | Ática             | Katia Koukidou         | Κάτια Κουκίδου         | No clasificó              |                    | |
| 1978                          | Ática             | Marieta Kountouraki    | Μαριέτα Κουντουράκη    | No clasificó              |                    | |
| 1977                          | Ática             | Maria Spantidaki       | Μαρία Σπαντάκη         | No clasificó              |                    | |
| 1976                          | Ática             | Melina Michailidou     | Μελίνα Μιχαηλίδου      | No clasificó              |                    | |
| 1975                          | Ática             | Afroditi Katsouli      | Αφροδίτη Κατσούλη      | No clasificó              |                    | |
| 1974                          | Ática             | Lena Kleopa            | Λένα Κλεόπα            | No clasificó              |                    | |
| 1973                          | Ática             | Vana Papadaki          | Βάνα Παπαδάκη          | Top 12                    |                    | |
| 1972                          | Ática             | Nancy Kapetanaki       | Νάνσυ Καπετανάκη       | No clasificó              |                    | |
| 1971                          | Ática             | Gely Karagianni        | Γκέλυ Καραγιάννη       | No clasificó              |                    | |
| 1970                          | Ática             | Angelique Bourlesi     | Αγγελική Μπουρλέση     | Top 15                    |                    | |
| 1969                          | Ática             | Irini Diamantoglou     | Ειρήνη Διαμάντογλου    | No clasificó              |                    | |
| 1968                          | Ática             | Miranda Zafeiropoulou  | Μιράντα Ζαφειροπούλου  | Top 15                    |                    | |
| 1967                          | Ática             | Elya Kalogeraki        | Έλια Καλομοβάκη        | Top 15                    | - Miss Fotogénica  | |
| 1966                          | Ática             | Katia Balafouta        | Κάτια Μπαλαφούτα       | No clasificó              |                    | |
| 1965                          | Ática             | Aspa Theologitou       | Άσπα Θεολογίτου        | Top 15                    |                    | |
| 1964                          | Ática             | Corinna Tsopei         | Κορίννα Τσοπέη         | Miss Universo 1964        |                    | |
| 1963                          | Ática             | Despina Orgeta         | Δέσποινα Οργέτα        | No clasificó              |                    | |
| 1962                          | Ática             | Christina Apostolou    | Χριστίνα Αποστόλου     | No clasificó              |                    | |
| 1961                          | Ática             | Ria Deloutsi           | Ρία Δελούτση           | No clasificó              | - Miss Simpatía    | |
| 1960                          | Ática             | Magda Pasaloglou       | Μάγδα Πασάλογλου       | Top 15                    |                    | |
| 1959                          | Ática             | Zoitsa Kouroukli       | Ζωίτσα Κουρούκλη       | Top 15                    |                    | |
| 1958                          | Ática             | Marily Kalimopoulou    | Μαρίλι Καλιμοπούλου    | Top 15                    |                    | |
| 1957                          | Ática             | Lygia Karavia          | Λυγία Καραβία          | Top 15                    |                    | |
| 1956                          | Ática             | Rita Gouma             | Ρίτα Γκούμα            | Top 15                    |                    | |
| 1955                          | Ática             | Sonia Zoidou           | Σόνια Ζωίδου           | No clasificó              |                    | |
| 1954                          | Creta             | Rika Diallina          | Ρίκα Διαλινά           | Top 16                    |                    | |
| 1953                          | Ática             | Doreta Xirou           | Ντορέτα Ξηρού          | No clasificó              |                    | |
| 1952                          | Ática             | Daisy Mavraki          | Νταίζυ Μαυράκη         | Segunda finalista         |                    | |

### Miss Tierra Grecia
: Declarada como ganadora
     : Terminó como finalista
     : Terminó como una de las semifinalistas o cuartofinalistas
     : Terminó como ganadora de premios especiales
| Año  | Periferia | Miss Tierra Grecia   | Nombre en griego    | Posición en Miss Tierra | Premios especiales | Notas |
| ---- | --------- | -------------------- | ------------------- | ----------------------- | ------------------ | --- |
| 2024 | Ática     | Aphrodite Xynogalou  | Αφροδίτη Ξυνόγαλου  | Por competir            | Por competir       | Por competir                                                                                             |
| 2023 | Ática     | Christianna Katsieri | Χριστιάννα Κατσιέρη | No clasificó            |                    | Posteriormente Miss Universo Grecia 2024                                                                 |
| 2022 | Ática     | Georgia Nastou       | Γεωργία Νάστου      | No clasificó            |                    | |
| 2021 | Ática     | Katerina Psichou     | Κατερίνα Ψυχού      | No clasificó            |                    | |
| 2020 | Epiro     | Maria Fotou          | Φωτογραφία Μαρία    | No clasificó            |                    | Designada como Miss Tierra Grecia después de que la candidata original no pudiera ir a Miss Tierra 2020. |
| 2020 | Ática     | Niki Alexandridou    | Νίκη Αλεξανδρίδου   | No compitió             | No compitió        | Se retiró del título de Miss Tierra Grecia.                                                              |

### Miss Supranacional Grecia
: Declarada como ganadora
     : Terminó como finalista
     : Terminó como una de las semifinalistas o cuartofinalistas
     : Terminó como ganadora de premios especiales
| Año  | Periferia         | Miss Supranacional Grecia | Nombre en griego        | Posición en Miss Supranacional | Premios especiales | Notas        |
| ---- | ----------------- | ------------------------- | ----------------------- | ------------------------------ | ------------------ | ------------ |
| 2024 | Ática             | Melina Dromboni           | Por competir            | Por competir                   | Por competir       | Por competir |
| 2023 | Macedonia Central | Maria Cholidou            | Μαρία Χολίδου           | No clasificó                   |                    |              |
| 2022 | Ática             | Eliza Sophia              | Ελίζα Σοφία             | No clasificó                   |                    |              |
| 2021 | Creta             | Melina-Maria Miliou       | Μελίνα και Μαρία Μηλιού | No clasificó                   |                    |              |

### Mister Supranacional Grecia
: Declarada como ganadora
     : Terminó como finalista
     : Terminó como una de las semifinalistas o cuartofinalistas
     : Terminó como ganadora de premios especiales
Mister GS Hellas adquirió la licencia de Mister Supranational en 2021. Luego, el principal ganador de Mister GS Hellas representa a Grecia en el concurso masculino Mister Supranacional.
| Año  | Periferia         | Mister Supranacional Grecia | Nombre en griego    | Posición en Mister Supranacional | Premios especiales | Notas          |
| ---- | ----------------- | --------------------------- | ------------------- | -------------------------------- | ------------------ | -------------- |
| 2024 | Por determinar    | Por determinar              | Por determinar      | Por determinar                   | Por determinar     | Por determinar |
| 2023 | Ática             | Mihalis Kolikas             | Μιχάλης Κολίκας     | No clasificó                     |                    |                |
| 2022 | Ática             | Leonidas Amfilochios        | Λεωνίδας Αμφιλόχιος | Segundo finalista                |                    |                |
| 2021 | Macedonia Central | Spyros Nikolaidis           | Σπύρος Νικολαΐδης   | Top 20                           |                    |                |